# Plounéour-Trez
Plounéour-Trez (en bretón Plouneour-Traezh) era una comuna francesa situada en el departamento de Finisterre, de la región de Bretaña, que el uno de enero de 2017 pasó a ser una comuna delegada de la comuna nueva de Plounéour-Brignogan-Plages al unirse con la comuna de Brignogan-Plages.

## Demografía
| Gráfica de evolución demográfica de Plounéour-Trez entre 1800 y 2014 |
|                                                                      |

Los datos demográficos contemplados en este gráfico de la comuna de Plounéour-Trez se han cogido de 1800 a 1999 de la página francesa EHESS/Cassini, y los demás datos de la página del INSEE.